# 罗伯特·尼斯贝特·贝恩
罗伯特·尼斯贝特·贝恩 (英語：Robert Nisbet Bain，1854年—1909年）是一位英国历史学家和语言学家，《大英百科全书》的重要撰稿人。，工作于大英博物馆，代表作品有《汉斯·克里斯蒂安·安徒生：一部传记》（Hans Christian Andersen; a biography）、《沙皇彼得三世：政治危机、宫廷政变与叶卡捷琳娜大帝时代来临》（Peter III. Emperor of Russian. The story of a crisis and a crime）、《卡尔十二世与瑞典帝国的崩溃》（Charles XII and the Collapse of The Swedish Empire 1682-1719）等，还曾翻译过匈牙利作家約卡伊和挪威作家约纳斯·李的作品。